# Kieperbach
Der Kieperbach ist ein linker Nebenfluss der Pulsnitz in der Westlausitz und dem Schraden in Sachsen und Brandenburg.

## Verlauf

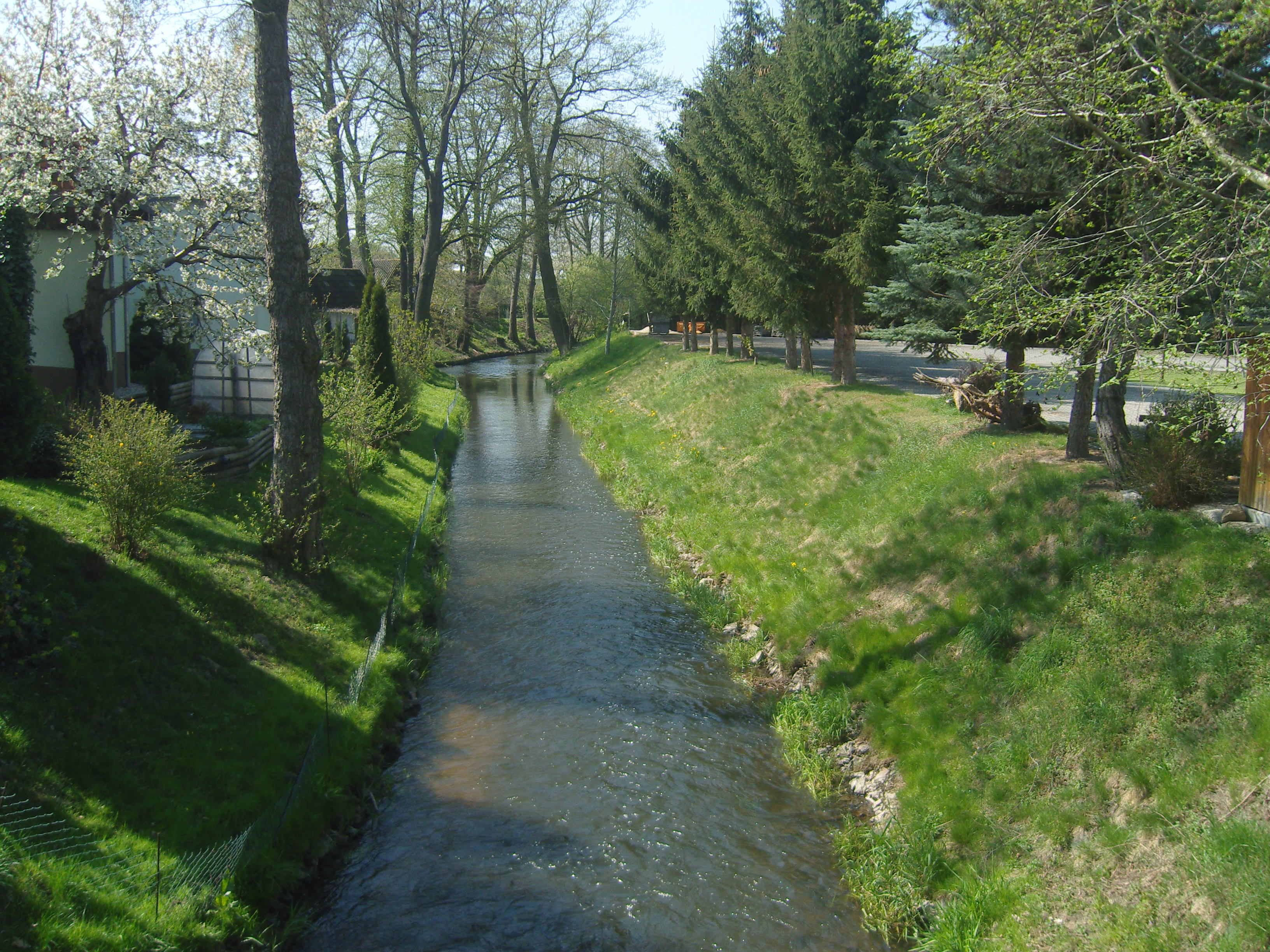
Die westwärts fließende Pulsnitz zwischen Heinersdorf (links) und Kroppen (rechts); in der oberen Bildhälfte mündet von links (Süden) der Kieperbach ein.

Er entspringt zwischen den sächsischen Dörfern Liega und Ponickau in 175 m in der Hölle am Osthang des Galgenberges (214 m). Der Bach fließt dann nach Nordosten und wird bei Ponickau im Alschteich angestaut. In der Lüttichauer Heide münden rechtsseitig der von Lüttichau kommende Schlenkertsgraben sowie linksseitig der Dorfbach Ponickau ein. Danach fließt der Kieperbach westlich an Naundorf vorbei in die Krakauische Heide, wo er den Trebischberg (126 m) umfließt und seine Richtung nach Nordwesten ändert. In der Heide wird der Bach in den beiden Kieperteichen gestaut. Unterhalb der Teiche erreicht der Bach brandenburgisches Gebiet. Auf dem Unterlauf erstreckt sich zu beiden Seiten des Kieperbaches das Dorf Heinersdorf. Nach 10,2 km mündet er unterhalb von Heinersdorf an der Kroppener Mühle in die Pulsnitz.

## Naturschutz
Zur Erhaltung der reich strukturierten Bachtäler des Linzer Wassers und Kieperbaches im Sächsischen Lössgefilde hat der Freistaat Sachsen das FFH-Gebiet „Linzer Wasser und Kieperbach“ ausgewiesen. Gekennzeichnet ist das Gebiet durch naturnahe Bachläufe und extensiv bzw. nicht genutzte Teiche sowie durch Frisch-, Feucht- und Auenwiesen, Ried- und Röhrichtkomplexe und Auenwaldsäume. Die beiden Kieperteiche bilden ein Natur- und Flächendenkmal im Sächsischen Staatsforst Cosel.